# Le Gambit turc
Pour plus de détails, voir Fiche technique et Distribution.
Le Gambit turc (russe : Турецкий гамбит) est un film d'action / aventure historique bulgaro-russe réalisé par Djanik Faïziev et sorti en 2005.
Il s'agit d'une adaptation du roman éponyme de Boris Akounine, paru en 1998, deuxième partie de la série des aventures d'Eraste Pétrovitch Fandorine. L'histoire se déroule durant le siège de Plevna au cours de la guerre russo-turque de 1877-1878.
C'est le dernier film auquel participe l'acteur français Didier Bienaimé, décédé à la fin du tournage. Le Gambit turc a été un grand succès public, bien qu'il ait reçu un accueil mitigé de la part des critiques.

## Synopsis
En 1876, les Serbes, vaincus, fuient l'infanterie turque qui les poursuit. Eraste Pétrovitch Fandorine, volontaire russe et conseiller titulaire, remarque une famille de réfugiés qui se cache dans un fourré et fait diversion pour éloigner les Turcs. Sonné par une explosion de dynamite, il est capturé.
Huit mois s'écoulent. Les prisonniers de guerre, ainsi que les paysans locaux, réparent le pont sous la supervision des soldats turcs. L'officier Lestvitski, enchaîné à Fandorine, ne peut supporter les dures conditions de captivité et se précipite vers une voiture qui passe sur le pont. Cependant, le passager de la voiture abat Lestvitski de sang-froid. Le corps de Lestvitski entraîne Fandorine vers la mort. Le cocher de la voiture détache Fandorine. Au même moment, des paysans bulgares détournent l'attention des Turcs, et Fandorine s'accroche au fond de la calèche. La calèche l'amène à Vidine, où le gouverneur local, Ioussoouf Pacha, rencontre un passager, Anvar-Effendi, venu de Constantinople pour une mission importante. Le photographe du gouverneur prend une photo de l'invité, mais le gouverneur ordonne que la photo soit immédiatement détruite. Fandorine entre dans la maison du gouverneur, mais ne remarque que les gants et les lunettes du mystérieux invité. Le colonel Ismail-bey arrive, aide de camp personnel du maréchal Osman Nouri Pacha, dont le corps expéditionnaire est chargé de capturer la petite ville de Pleven, un point névralgique pour les communications des troupes russes, ce qui perturbe l'offensive. Anvar gagne une partie d'échecs avec le gouverneur, expliquant, en utilisant l'exemple d'un gambit aux échecs, qu'il aura une tactique de « gambit » (« sacrifier une partie pour garder un avantage stratégique ») avec les Russes.

## Fiche technique
- Titre français : Le Gambit turc[1]
- Titre original russe : Турецкий гамбит, Touretski gambit[2]
- Titre bulgare : Турски гамбит[3]
- Réalisation : Djanik Faïziev
- Scénario : Djanik Faïziev, Boris Akounine d'après son roman
- Photographie : Andreï Jegalov (ru)
- Montage : Alexeï Nazartchouk
- Musique : Andreï Feofanov, Vsevolod Saksonov
- Production : Konstantin Ernst, Anatoli Maximov (ru), Leonid Verechtchaguine (ru)
- Sociétés de production : Trite
- Pays de production :  Russie -  Bulgarie
- Langue originale : russe, bulgare, turc, roumain
- Format : couleurs
- Genre : film d'action / aventure historique
- Durée : 203 minutes (version du réalisateur) : 203 minutes (version cinéma)
- Dates de sortie : 
  - Russie : 22 février 2005

## Distribution
- Egor Beroïev : Eraste Pétrovitch Fandorine
- Olga Krasko : Varvara Souvorova
- Marat Bacharov : Gridnev
- Vladimir Iline : Mizinov
- Dmitri Pevtsov : Zourov
- Viktor Verjbitski : Loukan
- Alexandre Balouïev : Mikhaïl Skobelev
- Alexeï Gouskov : Kazanzaki
- Viktor Bytchkov (ru)
- Sergueï Gazarov (ru)
- Leonid Kouravliov : major
- Iouri Koutsenko : Ismaïl beï
- Anatoli Kouznetsov : Ivan Ganetski (ru)
- Didier Bienaimé : Charles d'Evreux, le correspondant français
- Andreï Krasko : sous-officier
- Alexandre Lykov (ru) : Perepelkine / espion turc Anvar Effendi
- Andreï Rudenski : Lestvitski
- Evguéni Lazarev : l'empereur Alexandre II